# Михали (Антроповский район)
Михали — деревня в Антроповском муниципальном районе Костромской области. Входит в состав Котельниковского сельского поселения.

## География
Находится в центральной части Костромской области на расстоянии приблизительно 39 км на юг-юго-запад по прямой от поселка Антропово, административного центра района.

## История
В XIX — начале XX века деревня входила в состав Макарьевского уезда Костромской губернии. В 1872 году здесь было учтено 14 дворов, в 1907 году —17.

## Население
Постоянное население составляло 76 человек (1872 год), 74 (1897), 97 (1907), 3 в 2002 году (русские 100 %), 0 в 2022.